# Попова Ксенія Андріївна
Ксенія Андріївна Попова (? — ?) — українська радянська діячка, новатор сільськогосподарського виробництва, доярка колгоспу імені Шевченка Вінницького району Вінницької області. Депутат Верховної Ради УРСР 4-го скликання.

## Біографія
У 1950-х роках — доярка колгоспу імені Шевченка Вінницького району Вінницької області.

## Нагороди
- ордени
- медалі